# Nora landskommun, Uppland
För andra landskommuner med detta namn, se Nora landskommun.
Nora landskommun var en tidigare kommun i Västmanlands län. 

## Administrativ historik
Kommunen inrättades i Nora socken i Våla härad i Uppland när 1862 års kommunalförordningar trädde i kraft. 
Kommunreformen 1952 lämnade denna kommun oförändrad.
Den 1 januari 1956 överfördes till kommunen och Nora församling ett obebott område vid Färnebofjärden på 9,43 km², varav 4,30 km² land, från Österfärnebo landskommun och församling i Gävleborgs län.
Den upplöstes år 1971, då hela området tillfördes Heby kommun.
Kommunkoden var 1920.

### Kyrklig tillhörighet
I kyrkligt hänseende tillhörde kommunen Nora församling.

## Kommunvapen
Blasonering: I grönt fält två skäror av silver, den till sinister sinistervänd, bladen korsande varandra två gånger.

## Geografi
Nora landskommun omfattade den 1 januari 1952 en areal av 306,47 km², varav 285,12 km² land.

### Tätorter i kommunen 1960
I Nora landskommun fanns tätorten Tärnsjö, som hade 1 246 invånare den 1 november 1960. Tätortsgraden i kommunen var då 45,7 procent.

## Politik

### Mandatfördelning i valen 1938-1966
| 10 |  | 7 | 7 |

| 25 |

| 10 |  | 8 | 6 |

| 24 |

| 11 | 7 | 5 | 2 |

| 24 |

| 10 | 8 | 6 |  |

| 24 |

| 11 | 6 | 6 | 2 |

| 24 |

| 11 | 7 | 5 | 2 |

| 23 |

| 12 | 8 | 4 |  |

| 23 |

| 11 | 9 | 4 |  |

| 23 |